# На різних берегах
«На різних берегах» (азерб. «Müxtəlif sahillərdə») — радянська німа детективна кінодрама 1926 року, знята режисером Олександром Литвиновим на кіностудії «Аздержкіно».

## Сюжет
Фільм присвячений нафтовим промислам в роки становлення радянської влади в Азербайджані. Герої фільму були втягнуті в боротьбу робітничого класу.

## У ролях
- Мірза Алієв — американський робітник, штрейкбрехер
- Мустафа Марданов — Аббас, робітник-нафтовик
- Надія Венделін — Едіт, дочка робітника Брейда
- Микаїл Микаїлов — епізод
- Сергій Троїцький — Джонс, майстер
- Петро Кириллов — Дік Тікстон
- Є. Сиротін — Джон Брейд, робітник
- Краснов — Бірк, рибалка, друг Брейда
- Л. Мономахова — Мері, дружина Клейнса

## Знімальна група
- Режисер — Олександр Литвинов
- Сценаристи — П. Вайнштейн, Олександр Литвинов
- Оператори — Аркадій Яловий, Іван Тартаковський
- Художники — А. Плаксін, Михайло Власов